# ГЕС Tarraleah
ГЕС Tarraleah – гідроелектростанція у Австралії в центральній частині острова Тасманія. Знаходячись між  ГЕС Butlers Gorge (12,7 МВт) та ГЕС Liapootah, становить одну зі станцій другого ступеню (поряд з ГЕС Tungatinah) в дериваційному гідровузлі, який охоплює верхню частину сточища річки Дервент. Остання тече з Центрального нагір’я Тасманії в південно-східному напрямку до впадіння у затоку Сторм (Тасманове море) біля головного міста острова Гобарту.
Ресурс для роботи станції, введеної в експлуатацію у 1938 році,  відводили із Дервенту на позначці 664 метри НРМ за допомогою невеликої споруди. Захоплена вода далі прямувала прокладеним по лівобережжю річки дериваційним каналом («Канал 1») довжиною біля 20 км, маршрут якого в основному старанно повторював вигини рел’єфу на невеликій відстані від русла. Лише на завершенні канал завертав та переходив водорозділ Дервенту і його великої лівої притоки річки Найв. Після крихітного озерця («Понд 1» з поверхнею на позначці 644 метри НРМ) ресурс потрапляв у напірні водоводи довжиною 2,7 км, які спускались по схилу до розташованого на правому березі Найву машинного залу.
У 1949 році за три сотні метрів вище від водозабору Дервент перекрили великою греблею Кларк (при якій невдовзі почала працювати ГЕС Butlers Gorge). Ця споруда висотою 67 метрів створила необхідний для нарощування виробітки великий резервуар з об’ємом понад 0,5 млрд м3 та, завдяки підйому рівня води, дозволила реалізувати проект додаткової дериваційної траси – «Каналу 2». Новий маршрут починався на позначці 688 метрів НРМ та тягнувся біля 17 км до того самого «Понду 1». Меншої довжини при цьому вдалось досягти за рахунок спрямлення траси,  яка тепер слідувала на відстані до 2 км від річки. У складі «Каналу 2» є ділянка тунелю (біля 2,5 км), а також шматки природного річища струмків Mossy Marsh Creek (впадає ліворуч до Дервента) та Wilsons Creek (права притока Найву). На останніх за допомогою гребель створили два резервуари – Mossy Marsh Pond та Памп-Понд (він же «Понд 2») з позначками поверхні на рівні 657 та 647 метрів НРМ відповідно. Корисний об’єм цих  балансуючих сховищ складає 0,48 млн м3 та 0,86 млн м3.
Поява «Каналу 2» не означала виведення з експлуатацію старої споруди – через неї продовжувало проходити біля 70% всього ресурсу. При цьому новий канал використовується при високих рівнях у резервуарі греблі Кларк, а з 2004 року між сховищем та початком споруди працює мала ГЕС Nieterana  (2,2 МВт), яка виробляє 1 млн кВт-год електроенергії на рік. З «Каналом 2» пов’язані ще два елементи водозбірної системи ГЕС Tarraleah:
- насосна станція Дервент потужністю 2 МВт, яка подає ресурс із позначки 639 метрів НРМ, захоплений за допомогою невеличкої греблі на Дервенті (зведена у 6 км нижче по течії від греблі Кларк);
- водозбірний канал Wentworth довжиною біля 13 км, який більшу частину маршруту прямує по правобережжю Найву, отримуючи ресурс з водозаборів на струмках Dunnys Creek, Wentworth Creek та Hornes Creek. На завершальній ділянці цей канал переходить водорозділ з Дервентом та скидає воду до загадного вище Mossy Marsh Creek (втім, вже невдовзі він знов опиниться на правобережжі Найву у сховищі Wilsons Creek).
Машинний зал станції у 1938-му обладнали трьома турбінами типу Пелтон потужністю по 15 МВт, а в 1943-му, 1947-му та 1951-му до них додали ще три такі ж. Обладнання працює при напорі у 287 метрів та забезпечує виробництво 575 млн кВт-год електроенергії на рік.
Відпрацьована вода потрапляє до Найву на початку сховища Liapootah. При цьому з протилежного боку туди скидає ресурс інша ГЕС другого ступеню гідровузла – Tungatinah.
Видача продукції відбувається по ЛЕП, розрахованій на роботу під напругою 110 кВ.